# Nonius Senior
Vous lisez un « bon article » labellisé en 2018.
Nonius Senior (1810-1838) est un étalon normand, fondateur de la race des Nonius à laquelle il a légué son nom. Né dans le Calvados, il est d'origine anglo-normande, vraisemblablement fils d'Orion, un étalon demi-sang anglais, et d'une jument normande. Amené au haras de Rosières-aux-Salines dans le cadre d'une expérience, il est capturé par l'armée autrichienne, qui l'emmène au haras de Mezőhegyes vers 1815 ou 1816, à la suite de la défaite des armées napoléoniennes.
Étalon bai, Nonius Senior est réputé pour sa grande taille et son physique jugé peu avantageux, avec un dos long, une encolure courte, et une grosse tête dotée de petits yeux et de longues oreilles.
Sa longue et fructueuse carrière de reproducteur au haras de Mezőhegyes, en Hongrie, en a fait un chef de race, avant sa mort à l'âge théorique de 28 ans. La race fondée par Nonius Senior est fixée par la consanguinité, l'étalon ayant été conduit à saillir ses propres filles.

## Histoire
Nonius Senior, parfois nommé « Honius » de façon erronée, naît en 1810 dans le Calvados,,,,. Il est envoyé au dépôt d'étalons national de Bec-Hellouin, dans l'Eure,. Tous deux sont situés dans la région française de Normandie. Il est envoyé subséquemment au haras de Deux-Ponts, mais la réunion de ce haras avec celui de Rosières-aux-Salines, en raison d’événements militaires, conduit finalement Nonius à Rosières,,.
Une expérience sur l'adaptation des chevaux normands à ce nouveau cadre de vie conduit à l'envoi de plusieurs poulains normands à Rosières-aux-Salines. Un auteur du Journal des haras, présenté comme « A. de M. », indique ignorer « si Nonius possède des qualités remarquables ». Il cite une note, placée en regard de son nom sur un registre matricule du haras de Rosières. Cette note est d'après lui rédigée par M. de Solanet, inspecteur général des haras :

« Poulain grand, mais sans beauté et sans proportions ; quoiqu'il ne puisse jamais faire un bon étalon, à conserver pour continuer l'expérience. »

— M. de Solanet, Note au sujet de Nonius
Les informations divergent à propos de la capture de Nonius Senior et de son envoi en Hongrie. D'après diverses sources vulgarisées, il serait capturé après la défaite française à Leipzig en 1813,, ce qui n'est pas mentionné dans les sources d'époque. D'après un article paru dans Cheval Magazine, un général hongrois séduit par sa couleur de robe en aurait pris possession en 1812, ce qui est là aussi en contradiction avec les sources d'époque. D'autres sources évoquent un régiment de hussards hongrois, en 1813,,. La version la plus ancienne, celle d'Auguste Frédéric Viesse de Marmont, duc de Raguse, fait mention d'une action de l'armée autrichienne en 1814. Elle est reprise par d'autres ouvrages, notamment par Jean-Louis Gouraud, et par Touchstone. Une dernière version, mentionnée notamment dans l′Encyclopédie tchécoslovaque, cite des cuirassiers autrichiens, en 1815,.
Quoi qu'il en soit, Nonius Senior est capturé pendant les guerres napoléoniennes. Il est amené à Mezőhegyes, un haras autrichien en Hongrie, probablement en 1816,,. D'après Podmaniczky (1913), il arrive directement depuis le haras de Rosières-aux-Salines avec 9 autres étalons.
Signalé comme toujours vivant par le duc de Raguse en 1837, Nonius Senior meurt vraisemblablement de vieillesse l'année suivante, à un âge avancé, après une longue et fructueuse carrière de reproducteur. La durée n'en est pas établie, des auteurs citant 16, 22, ou même 27 ans de reproduction.

## Description
Nonius Senior est réputé pour avoir eu de nombreux défauts de conformation, aucune source ne le décrit comme bien conformé. Poulain, il est considéré comme « affreux ». Parvenu à maturité, cet étalon atteint la taille respectable de 1,61 m (selon Elwyn Hartley Edwards), 1,62 m (selon S.-F. Touchstone), ou 1,71 m (selon un numéro de la revue de zootechnie daté de janvier 1922 et l'auteur américain Thomas Ryder).
Son squelette est celui d'un cheval solidement charpenté, large et bien établi.
S'il possède tous les traits de conformation qui lui sont attribués — la liste comprend des lacunes importantes, Nonius Senior est un étalon à l'encolure courte, au dos long et faible, aux mauvais aplombs, aux épaules droites et à l'arrière-main peu développée, avec des hanches étroites et une queue attachée bas. Les qualités de ses descendants suggèrent qu'il possède une grosse tête lourde et très simple, « sans beauté particulière dans [son] allure »,. Ses yeux sont petits, et ses oreilles « de mule » sont plutôt longues,.
Son registre le note comme étant de robe bai clair, avec deux balzanes haut-chaussées aux membres postérieurs. Son caractère est réputé docile et agréable.

## Origines
Nonius Senior a des ascendants anglo-normands, et probablement des trotteurs du Norfolk,, car ce type de croisement se pratiquait en Normandie à l'époque. Son père, Orion, est un étalon demi-sang d'origine anglaise selon la majorité des sources,,,, Bonnie Lou Hendricks (université d'Oklahoma) indiquant qu'il s'agit d'un trotteur Norfolk.
Sa mère est une jument normande,, probablement une Anglo-normande solidement charpentée. Il est vraisemblablement aux 3/8 Pur-sang, et appartient à la race de l'Anglo-normand,. Les informations à propos de sa lignée diffèrent selon les sources. Il est toutefois certain qu'il avait un pourcentage élevé d'ascendants Pur-sang. Il est peut-être imprégné par le trotteur Norfolk.

## Carrière de reproducteur et descendance

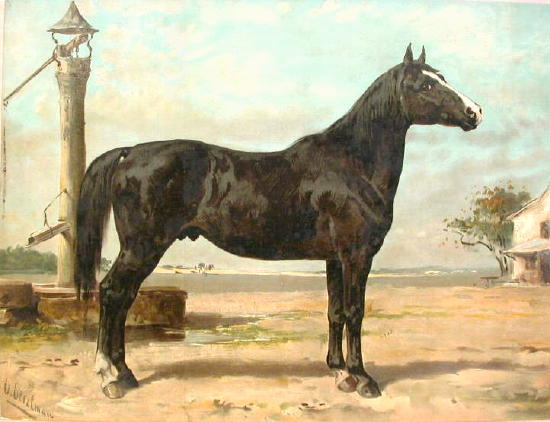
Gravure d'un Nonius présumé, Otto Eerelman, 1898

Nonius Senior a d'abord peu servi comme étalon à Mezőhegyes. Il n'est pas populaire, jusqu'à ce que sa progéniture commence à montrer une endurance et une puissance rares.
Nonius Senior a probablement rencontré le succès parce qu'il donnait de l'ampleur et de la substance à ses descendants. Il existe des informations contradictoires au sujet de son influence. En effet, si certaines sources vulgarisées estiment que Nonius Senior ne transmettait pas ses défauts de conformation à sa descendance, M. le comte de Hardegg, directeur général des haras de l'empire d'Autriche, et M. de Champagny, inspecteur général des haras de France, sont d'un avis inverse : « Il avait besoin de poulinières, de grandes et fortes poulinières, Nonius en faisait ; mais il faisait aussi des mâles ; le tort, c'est de les avoir employés à la reproduction. Aussi, de là sont sortis tous les défauts reprochés aux chevaux normands qui ont reparu : les peaux épaisses, les cuirs durs, les petits yeux, les grosses têtes busquées, les genoux de veau et le cornage. La famille de Nonius, qui est nombreuse, est affectée de tous ces défauts, et les haras de l'Autriche sont empestés par la famille des Nonius [...] ».
Nonius Senior est croisé à des juments de différentes origines : Pure race espagnole, Lipizzan, Arabe, Turkoman, Kladruber, Holsteiner, des demi-sang anglaises et diverses autres races hongroises,. À l'époque, ses compagnons de haras à Mezőhegyes sont des chevaux à la mode hispano-napolitaine, descendants de la souche arabo-hongroise,.
Il engendre plus de 300 poulains, dont une centaine deviennent à leur tour des étalons. Il est croisé avec certaines de ses filles, et par consanguinité, ses caractéristiques sont fixées à ses petites-filles et ses petits-fils, donnant ainsi naissance à la race des Nonius, à laquelle il lègue son nom. Les chevaux qu'il a engendrés sont encore de nos jours très proches physiquement les uns des autres, comme le souligne le compte-rendu de l'exposition universelle de 1867 :

« Plus normand qu'anglais, car alors le croisement n'était pas très-avancé en Normandie, Nonius a fait semblable à lui-même, et ses descendants actuels, après cinquante ans passés, répètent très-fidèlement notre cheval normand de 1815. Voilà un métis qui s'est répété constamment le même à travers les générations, hors de son propre milieu. »

— Eugène Lacroix.

## Hommages
Le Maréchal Duc de Raguse cite Nonius, sous le nom erroné de « Honius », comme étant le fondateur d'une race de chevaux normande qu'il qualifie de « plus belle de Hongrie », en 1837 :

« La plus nombreuse et la plus belle est la race normande. C'est un étalon, nommé Honius, encore vivant, qui en est la souche. Cet étalon était au haras de Rosières. En 1814, les Autrichiens l'emmenèrent et l'envoyèrent à Mezohegyés : il a donné un grand nombre de chevaux d'espèce et de taille ; et ceux qui ont été engendrés par ses enfants, avec des juments d'origine arabe, sont admirablement beaux. »

— Auguste Frédéric Viesse de Marmont, Voyage du Maréchal Duc de Raguse en Hongrie, en Transylvanie, dans la Russie méridionale, en Crimée, et sur les bords de la mer d'Azoff, a Constantinople, dans quelques parties de l'Asie-Mineure, en Syrie, en Palestine et en Egypte.
Quelques années plus tard, le comte Achille de Montendre donne un avis opposé à celui du Duc de Raguse dans son ouvrage, Des institutions hippiques et de l'élève du cheval dans les principaux États de l'Europe :

« Quoi qu'il en soit du mérite de cet étalon type, et malgré toute mon estime pour les hautes connaissances de M. le duc de Raguse, je crois devoir relever l'erreur dans laquelle il est tombé sur son origine. Je regrette de détruire les illusions que beaucoup de personnes se sont faites d'après le récit de l'illustre voyageur ; mais je ne puis m'empêcher de répéter : Nonins n'était pas normand, et, il faut bien le dire, il n'y a pas de race normande en France plus qu'à Mezoehegyès. À ce que nous venons de dire sur l'erreur dans laquelle est tombé M. le duc de Raguse, nous ajouterons quelques mots empruntés à des notes prises à Mezoehegyès même, par M. de Champagny, inspecteur général des haras de France, lors du voyage qu'il a fait en Autriche et en Hongrie, dans le courant de l'été de 1840. D'après cet officier supérieur, la race qualifiée normande par le directeur du haras de Mezoehegyès est loin d'avoir les qualités que lui prête M. le duc de Raguse. »

— Achille de Montendre, Des institutions hippiques et de l'élève du cheval dans les principaux États de l'Europe
En 1901, S. F. Touchstone signale que le squelette de Nonius Senior est conservé à Mezőhegyes.
Nonius Senior est cité dans le roman d'Alain Fleischer intitulé Les Angles morts (2003), lorsque les protagonistes rencontrent des Csikos sur la plaine hongroise.

#### Ouvrages généralistes
- [Draper 2006] Judith Draper, Le grand guide du cheval : Les races, les aptitudes, les soins, Éditions de Borée, 2006, 256 p. (ISBN 978-2-84494-420-7, lire en ligne), p. 75.
- [Dossenbach, Dossenbach et Köhler 2000] (de) Monique Dossenbach, Hans D. Dossenbach et Hans Joachim Köhler, Gestüte, Augsburg, 2000 (ISBN 3-8289-1586-8)
- [Edwards 2006] Elwyn Hartley Edwards (trad. Philippe Sabathé et Isabelle Cassou), Les Chevaux, Romagnat, De Borée, 26 octobre 2006, 272 p. (ISBN 2-84494-449-3, OCLC 421726096, BNF 40951112). .
- [Edwards 2016] (en) Elwyn Hartley Edwards, The Horse Encyclopedia, DK, 2016, 360 p. (ISBN 0-241-28142-3). .
- [Nissen 2003] (de) Jasper Nissen, Enzyklopädie der Pferderassen, Stuttgart, Franckh-Kosmos Verlags GmbH & Co, 2003, 408 p. (ISBN 3-440-09723-4)
- [Podmaniczky 1913] Baron Jules Podmaniczky, Élevage du cheval en Hongrie : après des dates officielles, Budapest, Pallas, 1913, 48 p. (lire en ligne)
- [Touchstone 1901] S.-F. Touchstone, Élevage officiel en Autriche-Hongrie : I. Les haras de la liste civile impériale, II. les haras du gouvernement royal hongrois, avec de nombreuses gravures, Paris, Legoupy, 1901, 212 p. (présentation en ligne, lire en ligne)

#### Articles de presse
- [Calvo Platero 2007] Nathalie Calvo Platero, « Nonius Senior », Cheval Magazine, no 425,‎ avril 2007
- [Touschstone 1901] S. F. Touschstone, « Les haras du gouvernement royal hongrois », Le Sport universel illustré, Paris, s.n.,‎ avril 1901, p. 9 (lire en ligne)